# Потебенько, Михаил Алексеевич
Михаил Алексеевич Потебенько (укр. Михайло Олексійович Потебенько; род. 16 февраля 1937, село Голенка Бахмачского района Черниговской области, УССР, СССР) — украинский политик, юрист, депутат Верховной Рады Украины I (1990—1994), IV (2002—2006) созыва, Генеральный прокурор Украины (1998—2002).

## Биография
Родился 16 февраля 1937 года в селе Голенка Бахмачского района Черниговской области.
В 1955 году окончил Голенскую среднюю школу, которой уже в зрелом возрасте оказывал техническую помощь.
В 1960 году окончил юридический факультет Львовского государственного университета имени И.Франко.
В 1960—1963 годах — следователь прокуратуры Новотроицкого района Херсонской области.
В январе—августе 1963 года — следователь прокуратуры Генического района Херсонской области.
В 1963—1967 годах — старший следователь прокуратуры Херсонской области.
В 1967—1969 годах — прокурор, заместитель начальника следственного отдела прокуратуры Херсонской области.
В 1969—1973 годах — инструктор отдела административных и торгово-финансовых органов Херсонского ОК КПУ.
В 1973—1975 годах — начальник отдела юстиции Херсонского облисполкома.
В 1975—1978 годах — заведующий отделом административных органов Херсонского ОК КПУ.
В 1978—1983 годах — прокурор Херсонской области.
В 1983—1987 годах — заместитель Прокурора Украинской ССР — начальник следственного управления.
В 1987—1990 годах — первый заместитель Прокурора УССР.
С февраля 1990 по сентябрь 1991 года — прокурор УССР.
С сентября 1991 по октябрь 1991 года — начальник управления кадров Прокуратуры Украины.
С октября 1991 по июнь 1992 года — заместитель прокурора Херсонской области.
В 1990 году был выдвинут кандидатом в Народные депутаты Украины трудовым коллективом совхоза имени Богдана Хмельницкого Березнеговатского района.
18 марта 1990 года был избран депутатом Верховной Рады Украины I созыва от Новобужского избирательного округа № 291 (Николаевская область). Член Комиссии Верховной Рады Украины по вопросам законодательства и законности.
В 1994—1996 годах — заместитель Центрально-Украинского транспортного прокурора.
В 1996—1997 годах — прокурор Киевской области.
В 1997—1998 годах — прокурор Киева.
С 17 июля 1998 по 30 апреля 2002 года — Генеральный прокурор Украины.
С июля 1998 по июль 2000 года — член Координационного совета по вопросам судебно-правовой реформы при Президенте Украины.
С июля 1998 по ноябрь 2001 года — член Комиссии по доработке и согласованию проектов Уголовного, Уголовно-процессуального и Уголовно-исполнительного кодексов Украины.
С ноября 1998 по июль 2002 года — член Высшего совета юстиции Украины.
31 марта 2002 года был избран депутатом Верховной Рады Украины IV созыва по многомандатному общегосударственному округу от Коммунистической партии Украины (№ 20 в списке).
Член фракции Коммунистической партии Украины (фракция коммунистов) (15 мая 2002 — 29 мая 2002), член группы «Демократические инициативы» (12 июля 2002 — 17 сентября 2003), член группы «Народовластие» (23 октября 2003 — 14 мая 2004), член группы «Демократические инициативы Народовластие» (14 мая 2004 — 21 мая 2004), член группы «Союз» (21 мая 2004 — 31 мая 2005), член группы «Демократическая Украина» (2 июня 2005 — 8 сентября 2005), член фракции политической партии «Вперёд, Украина!» (8 сентября 2005 — 4 ноября 2005), член группы Народного блока Литвина (4 ноября 2005 — 25 мая 2006).
Член Комитета Верховной Рады Украины по вопросам законодательного обеспечения правоохранительной деятельности. Член Временной следственной комиссии Верховной Рады Украины для расследования обстоятельств издания Указа Президента Украины «Об освобождении В. Сацюка от должности первого заместителя Председателя Службы безопасности Украины». Член Временной следственной комиссии Верховной Рады Украины по вопросам расследования причин неудовлетворительного состояния системы государственных закупок и проверки фактов возможного злоупотребления служебным положением должностных лиц, других связанных с этим вопросов. Член Временной следственной комиссии Верховной Рады Украины по вопросам проверки соблюдения конституционных прав и свобод человека и гражданина. Член Временной специальной комиссии Верховной Рады Украины по вопросам мониторинга избирательного законодательства.
Автор около 40 научных и научно-методических работ, в частности: «Прокуратура Украины: проблемы настоящего и будущего» (1999), «Годы становления и утверждения» (1999), «Правоохранительные органы обязаны твердо придерживаться принципа законности и требований Президента» (2000), «Поиск истины» (2000).

## Награды
- Орден князя Ярослава Мудрого III степени (16 февраля 2007)[1].
- Орден князя Ярослава Мудрого IV степени (5 июля 2002)[2].
- Орден князя Ярослава Мудрого V степени (22 августа 2000)[3].
- два Ордена «Знак Почёта».
- Отличие Президента Украины — юбилейная медаль «20 лет независимости Украины» (8 октября 2011)[4].
- Орден Преподобного Нестора Летописца (УПЦ).
- Орденский знак «Слава на верность Отчизне» III степени.
- 6 медалей.
- Заслуженный юрист Украины (22 августа 1996)[5].
- Почётный профессор Национального университета «Одесская юридическая академия».